# Universal Health Services
Universal Health Services est une entreprise américaine spécialisée dans la gestion d'établissements médicaux.